# Фінн Єльч
Фінн Єльч (нім. Finn Jeltsch, нар. 17 липня 2006, Нойендеттельзау, Німеччина) — німецький футболіст, центральний захисник клубу «Штутгарт».

## Ігрова кар'єра

### Клубна
Фінн Єльч є вихованцем молодіжної команди клубу «Нюрнберг». 18 лютого 2024 року у матчі проти «Кайзерслаутерна» Єльч дебютував у першій команді «Нюрнберга» у Другій Бундеслізі. В червні 2024 року футболіст підписав з клубом новий довготривалий контракт.
В лютому 2025 року Єльч перейшов до «Штутгарта», з яким уклав угоду на п'ять з половиною років. 15 лютого Єльч дебютував у Бундеслізі, коли вийшов на заміну у матчі проти «Вольфсбурга».

### Збірна
У 2023 році в складі юнацької збірної Німеччини (U-17) Фінн Єльч став переможцем юнацького чемпіонату Європи в Угорщині. Пізніше в тому ж році футболіст виграв також юнацький чемпіонат світу (U-17), що проходив в Індонезії.

## Титули і досягнення
- Володар Кубка Німеччини (1):

«Штутгарт»: 2024-25
Німеччина (U-17)
 Чемпіон Європи: 2023
 Чемпіон світу: 2023